# 심장 기능 곡선
심장 기능 곡선(cardiac function curve)은 우심방압(x축)과 심박출량(y축) 사이의 관계를 보여주는 그래프이다. 하나의 혈역학(hemodynamic) 모형에서는 심장 기능 곡선과 정맥 환류 곡선(venous return curve)의 중첩(superimposition)이 사용된다.

## 곡선의 모양

가이튼 그림의 가로축은 우심방압 또는 중심정맥압, 세로축은 심박출량 및 정맥환류량을 나타낸다. 우상향하는 붉은 곡선은 심박출량곡선, 우하향하는 푸른 곡선은 정맥환류곡선이다. 두 곡선이 만나는 지점에서 정상 상태가 형성된다.

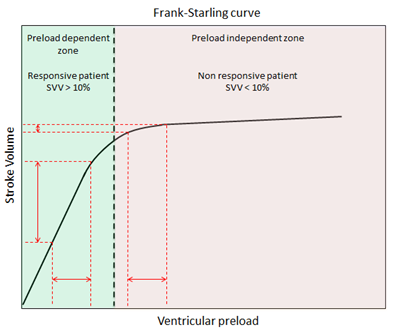
일회박출량(stroke volume, SV)을 전부하(preload)의 함수로 나타내는 프랑크-스탈링 법칙에 따른 심장 기능 곡선

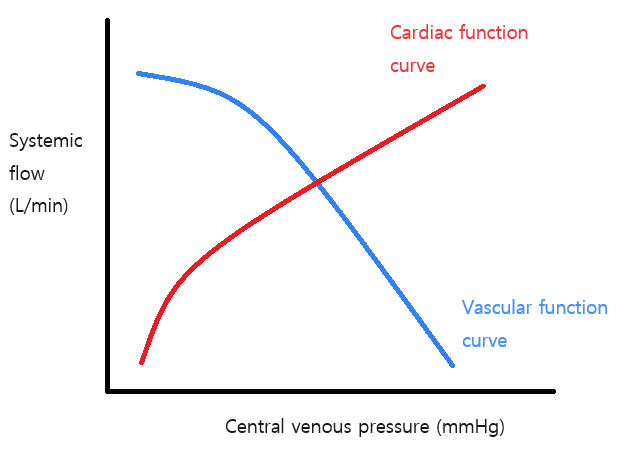
심장 기능 곡선은 중심 정맥압의 함수로서 전신 흐름이 어떻게 변화하는지를 나타낸다. 이는 프랑크-스탈링 기전을 나타낸다. 혈관 기능 곡선은 "중심 정맥압"이 "전신 흐름"의 함수로 어떻게 변화하는지를 나타낸다. 심장 기능 곡선의 경우 "중심 정맥압"은 독립 변수이고 "전신 흐름"은 종속 변수이다. 혈관 기능 곡선의 경우 그 반대이다.

## 같이 보기
- 산소-혈색소 해리 곡선
- 오른심방압력(right atrial pressure, 우심방압)
- 중심정맥압(central venous pressure)
- 확장기말 용적